# Most Mehmed Paše Sokolovića
Most Mehmed Paše Sokolovića, stari most preko Drine  v Višegradu, spada med največje stvaritve osmanske arhitekture od 15. do 19. stoletja na ozemlju Bosne in Hercegovine. Zgradili so ga leta 1577 na ukaz velikega vezirja Mehmed Paše Sokolovića po načrtih sultanovega dvornega arhitekta Mimarja Sinana. Most je od leta 2007 del svetovne kulturne dediščine.

## Zgodovina
Most so gradili od leta 1571 do 1577 na mestu, kjer je potekala cesta iz Bosne v Istanbul, imenovana Carigrajska džada. Zgrajen je bil kot volilo Mehmed Paše Sokolovića, velikega vezirja kar treh osmanskih sultanov (Sulejmana I. Veličastnega, Selima II. in Murata III.), ki je bil po poreklu Srb iz Bosne in Hercegovine. Gradnjo so zaupali Sinanu Mimarju, dvornemu arhitektu in glavnemu graditelju Osmanskega cesarstva. 
Most so kasneje večkrat popravili in obnovili, prvič leta 1664, potem pa še leta 1875, 1911, 1939 in 1940. Med umikom avstro-ogrske vojske leta 1914 se je zrušil eden od lokov, naslednje leto pa se je med umikom srbske vojske iz Višegrada zrušil še drugi. Od leta 1915 do leta 1939 je porušena loka nadomeščala jeklena konstrukcija. Leta 1943 se je med umikom nemške vojske ta del mostu ponovno porušil.

## Značilnosti
Most je dolg skoraj 180 m, širok 6 m in ima enajst lokov, ki so skoraj pravilni polkrogi. Zadnji lok na desni obali Drine je najmanjši (5,2 m) in sloni na dveh podzidanih temeljih. Ostalih deset lokov nad reko ima razpone od 11-15 m. Most sloni na devetih masivnih kamnitih stebrih, širokih 3,5-4 m in dolgih okrog 11,5 m. Na levi obali Drine je pravokotno na most zgrajena dostopna klančina s štirimi loki, široka 6,6 m.  Največji lok ima razpon 4,5 m, ostali trije nad potokom, ki se izliva v Drino, pa so manjši. 
Kamen za zidanje mostu so lomili v Banji, ki leži kakšnih  5 km niže na desni obali reke. Kamniti bloki so med seboj povezani z železnimi skobami, zalitimi s svincem. Sredi mostu je stal lesen stražni stolp z nekaj majhnimi topovi in dvojimi močnimi vrati, za katerega ni znano, kdaj so ga postavili. Stolp so porušili leta 1886. Na mostu sta dve spominski plošči z vklesanimi napisi in letnicami: na prvi sta letnici 971/1574, na drugi pa 985/1577. 
Most je prestal kar nekaj velikih poplav. Največja je bila leta 1896, ko je bila gladina Drine kar 1,6 m nad ograjo mostu. 

## Most v svetovni literaturi
Na zgodovini višegrajskega mostu je zasnovan roman nobelovega nagrajenca za književnost Iva Andrića Most na Drini (Na Drini ċuprija). V romanu je poleg dogodkov, ki so povezani z gradnjo mostu, opisano tudi vzdušje, ki je takrat vladalo v osmanski Bosni.